# BLU-109

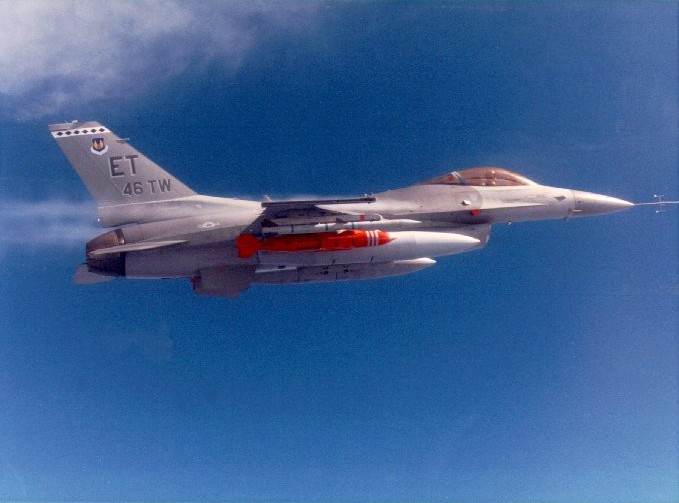
Un bomba BLU-109 a bord d'un General Dynamics F-16 Fighting Falcon configurat com a JDAM

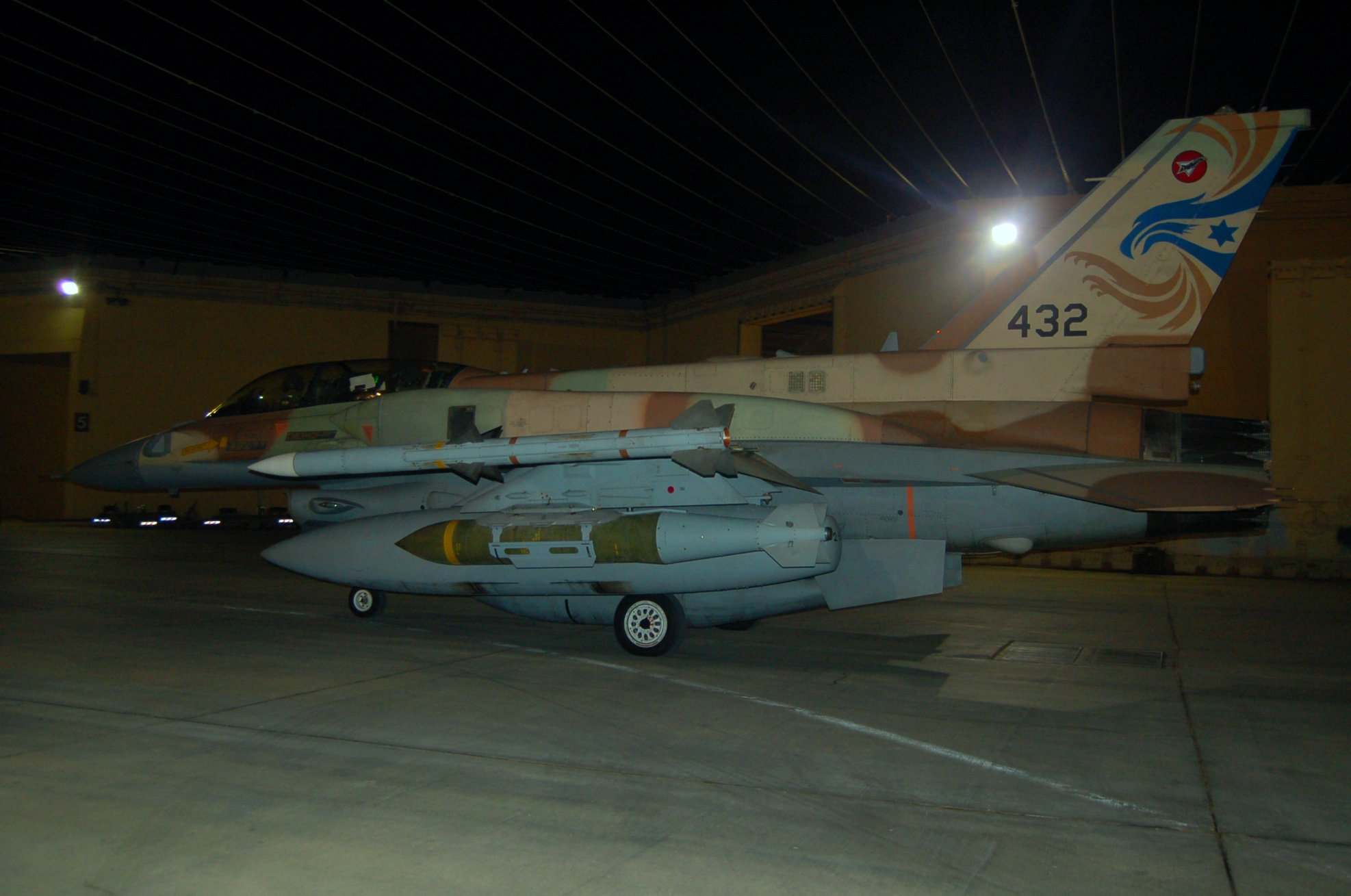
F-16I (Força Aèria Israeliana) amb un bomba BLU-109 JDAM, 2000 lb bomba de penetració antibúnquer

La bomba BLU-109/B és una bomba de penetració antibúnquer endurida utilitzada per les Forces Aèries dels Estats Units ( BLU és l'acrònim de Bomb Live Unit ). Igual que altres "destructors de búnquers", està pensat per penetrar refugis de formigó i altres estructures endurides abans d'explotar. A més dels EUA, forma part de l'armament de les forces aèries d'Austràlia, Bèlgica, Canadà, Dinamarca, França, Alemanya, Grècia, Itàlia, Israel, Països Baixos, Noruega, Pakistan, Aràbia Saudita, Regne Unit i Emirats Àrabs Units.

## Disseny
La bomba BLU-109/B té una carcassa d'acer d'aproximadament 1 polzada (25 mm) de gruix. El seu cap de guerra està ple amb 550 lliures (250 kg) de tritonal. Té una espoleta de cua FMU-143 d'acció retardada mecànica-elèctrica.
La bomba BLU-109 va entrar en servei el 1985. També s'utilitza com a cap de guerra d'algunes marques de la bomba guiada electroòpticament GBU-15, les bombes guiades per làser GBU-24 Paveway III i GBU-27 Paveway III, així com la munició d'atac directe conjunta GBU-31 (JDAM) i el míssil aire-superfície AGM-130.

## Variants
De fet, el BLU-118 és una variació de farciment explosiu termobàric de la carcassa i el disseny bàsic de la bomba BLU-109. Conté PBXIH-135, un explosiu tradicional.
El 2015, General Dynamics va iniciar un desenvolupament de 7,2 milions de dòlars d'una versió anomenada HAMMER, que pretén destruir substàncies químiques i biològiques mitjançant la propagació de desenes de boles de foc cinètiques incendiàries (KFI) (no explosions) dins d'un búnquer. Els KFI van evolucionar a partir del programa anterior de Recerca d'Innovació en Petites Empreses (SBIR) d'Exquadrum, Inc. d'Adelanto, Califòrnia.

## Operadors
La bomba BLU-109 s'ha venut a aliats clau dels EUA, com ara Corea del Sud, Israel, Grècia, Aràbia Saudita, Emirats Àrabs Units, Pakistan i Turquia
- Estats Units: Força Aèria dels Estats Units
- Marroc: Reial Força Aèria Marroquina
- Corea del Sud: Força Aèria de la República de Corea
- Grècia: Força Aèria Hel·lènica[10]
- Turquia: Força Aèria Turca
- Israel: Força Aèria Israeliana
- Sèrbia: Força Aèria Sèrbia
- Pakistan: Força Aèria del Pakistan
- Aràbia Saudita: Reial Força Aèria Saudita
- EAU: Força Aèria dels Emirats Àrabs Units
- Països Baixos: Reial Força Aèria dels Països Baixos

## Historial operatiu
A finals del 2023, els Estats Units van lliurar 100 bombes bomba BLU-109 a Israel. Es creu que els avions de combat israelians F-15I van utilitzar bomba BLU-109 amb kits de guia JDAM en els atacs que van matar el líder de Hezbollah, Hassan Nasrallah, a Beirut el 27 de setembre de 2024.